# اوزون‌کویو (بسنی)
اوزون‌کویو (به ترکی استانبولی: Uzunkuyu) یک منطقهٔ مسکونی در ترکیه است که در بسنی واقع شده‌است.